# Casa delle Vestali

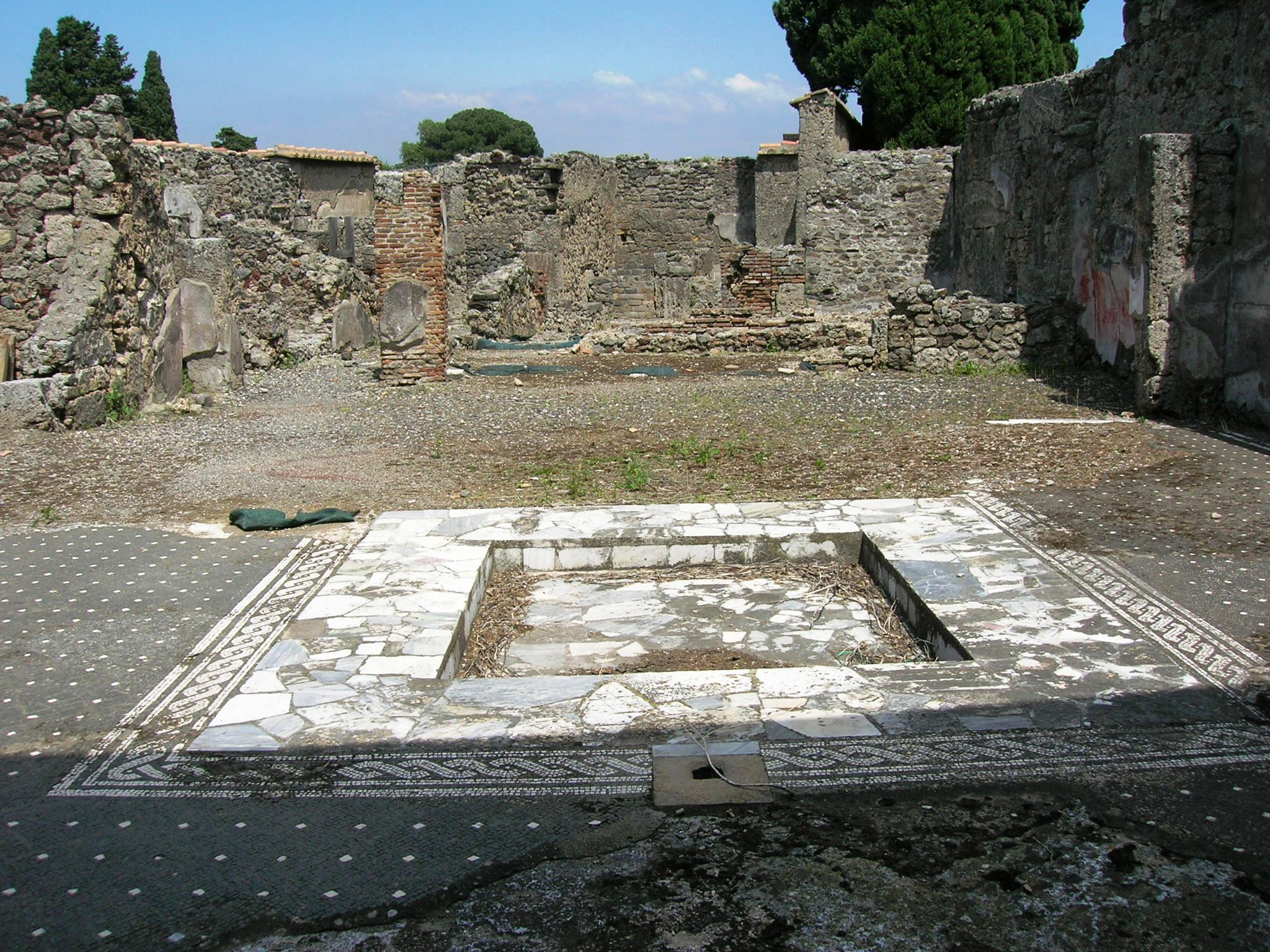
Das Atrium des Hauses

Die Casa delle Vestali (Haus der Vestalinnen) ist ein Wohnhaus in Pompeji (VI.1.7), das mehrmals das Ziel von Ausgrabungen war (1770, 1784, 1811, 1828). Es handelt sich um ein großes, reich ausgestattetes Haus, das einst einer wohlhabenden Familie gehörte haben muss und zu den größten der Stadt gehört. Der moderne Name des Hauses, der seit 1827 bezeugt ist, beruht auf fantasievollen Interpretationen einiger Wandmalereien.

## Beschreibung
Das große Haus besitzt einen unregelmäßigen L-förmigen Plan mit mehreren Atrien, zwei Peristylen und einem Bad. Im Laufe der Zeit sind mindestens zwei Häuser zusammengelegt worden. Das Haus konnte von zwei Straßen her betreten werden. Es war einst reich mit Malereien und Mosaiken ausgestattet. Einige von diesen wurden aus der Wand oder dem Boden geschnitten und in das Archäologische Nationalmuseum Neapel gebracht, andere blieben ungeschützt vor Ort. Vor allem die Malereien sind heute verblasst und zum Teil nur noch von alten Zeichnungen her bekannt. Am Eingang des Hauses befand sich einst ein Mosaik mit der Aufschrift: Salve, Sei gegrüßt. Das dahinter liegende Hauptatrium war mit einem einfachen Mosaik ausgestattet und hat ein Impluvium, das mit Marmor verkleidet ist.
Ein Großteil der Räume war einst im 4. Stil ausgemalt. Der Teil einer ganzen Wand dieses Stils befindet sich heute in Neapel. Das zentrale Bild dieser Wand zeigt Narziss. Lawrence Richardson Jr. schrieb das Bild dem Adone Ferito-Maler zu. Besonders aufwendig war die Ausmalung des Peristyls im 4. Stil, aber mit einer Architektur, die an den 2. Stil erinnert.

## Galerie

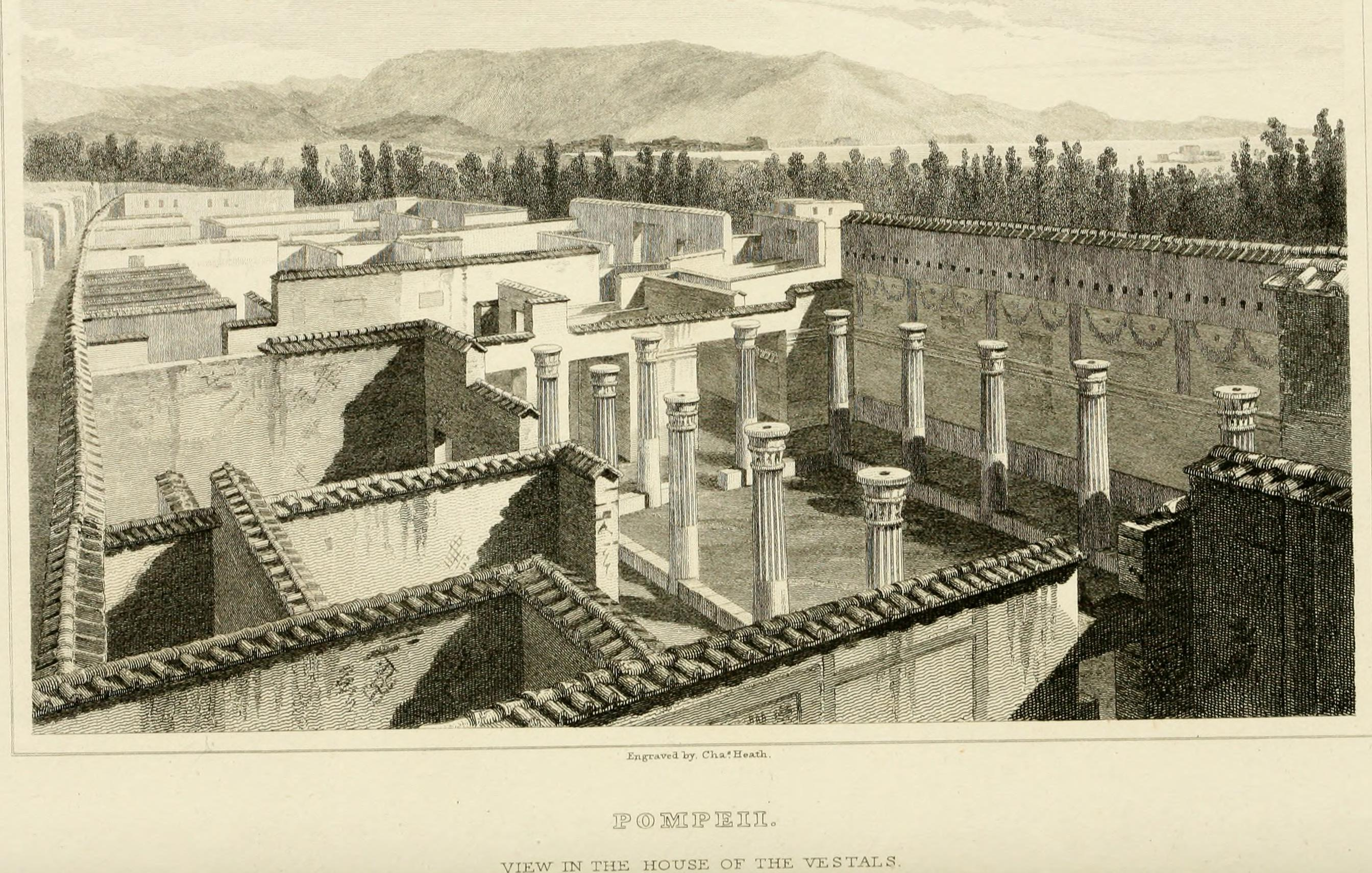
Blick auf die Ruinen des Hauses, Zeichnung des 19. Jahrhunderts
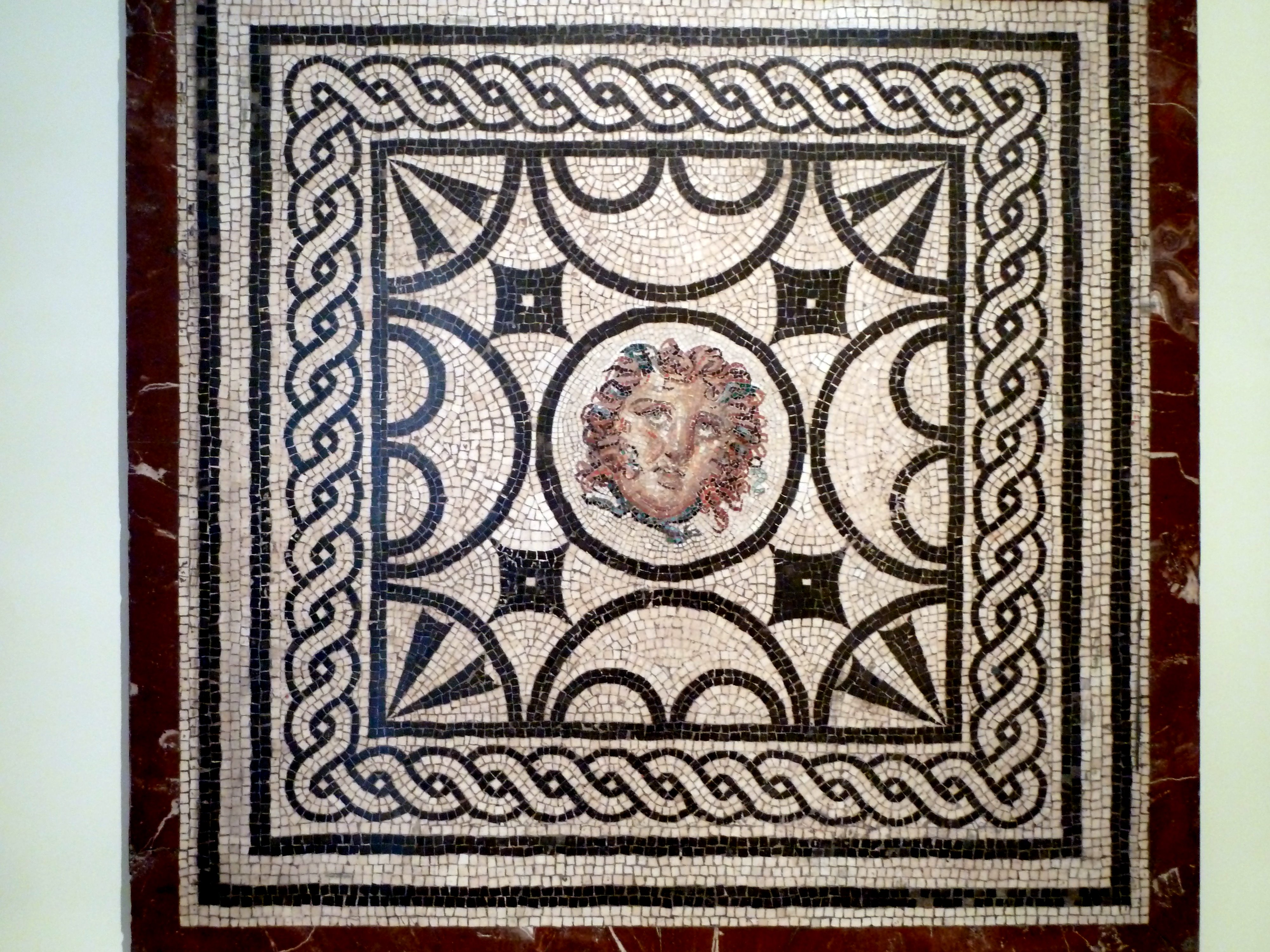
Mosaik mit Kopf der Medusa
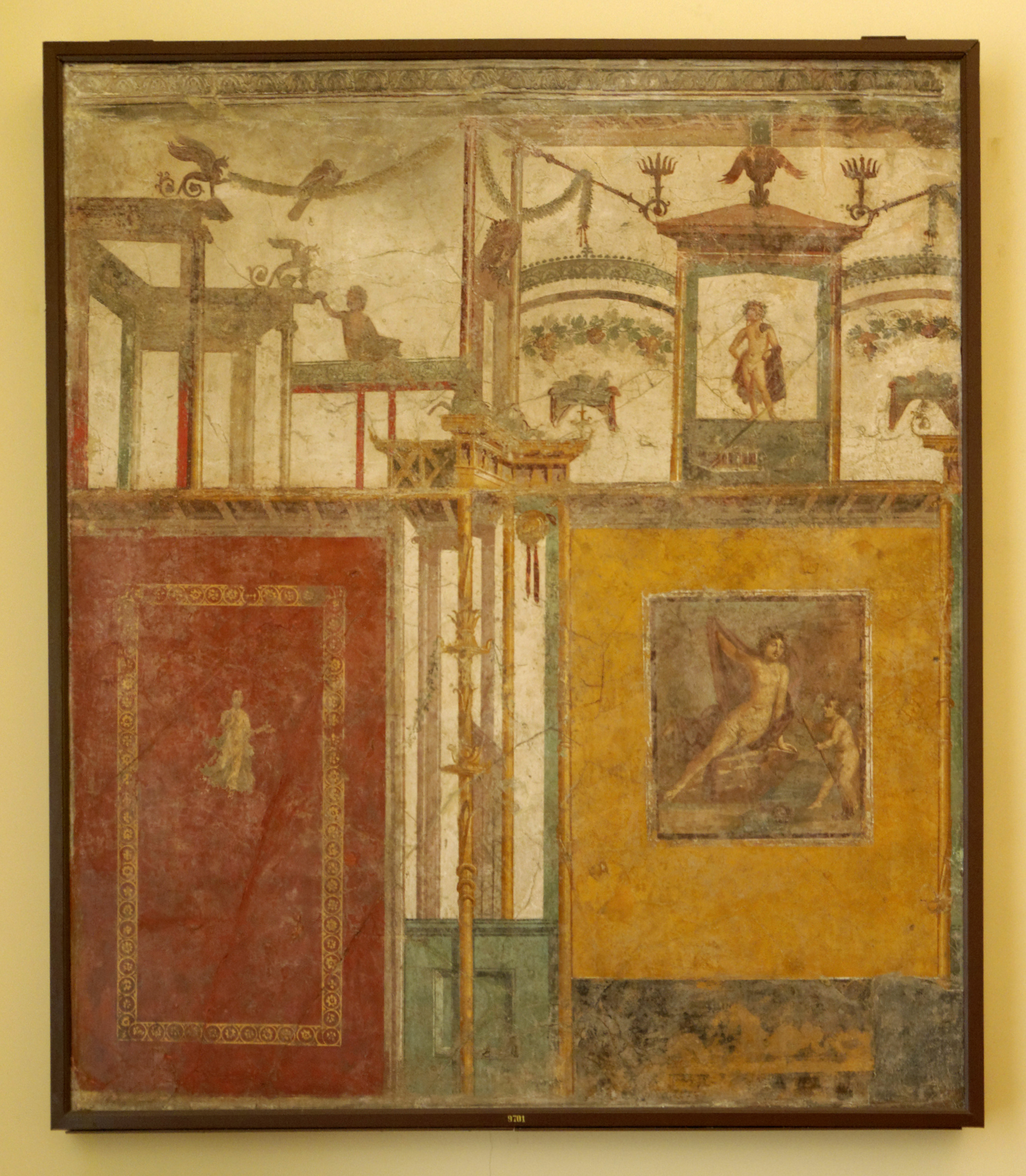
Wand im 4. Stil (Neapel)
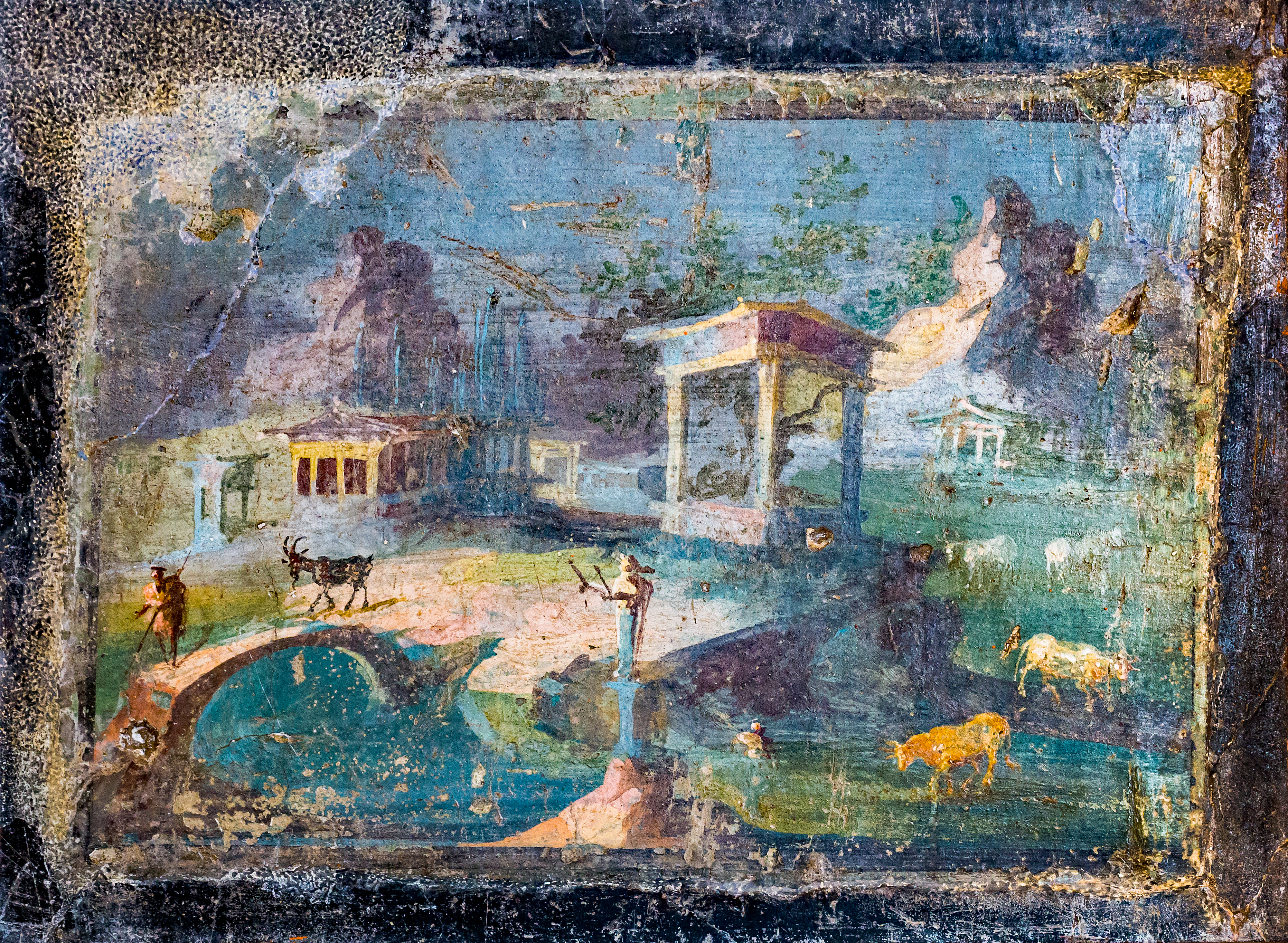
Landschaft (Neapel, Inv. Nr. 9488).